# Los Papalagi
Los papalagi es el título de un libro escrito por el pintor y escritor alemán Erich Scheurmann  (Hamburgo 1878, Armsfeld 1957) y publicado en 1920.
El libro está subtitulado Los discursos del jefe de los mares del Sur Tuiavii de Tiavea. Es una colección de discursos que el jefe samoano Tuiavii de Tiavea dirige a sus conciudadanos, en los que describe un supuesto viaje por Europa en el periodo justamente anterior a la Primera Guerra Mundial. Erich Scheurmann habría sido testigo de tales discursos, y los habría traducido al alemán.
La palabra Papalagi, que viene del samoano, significa "el blanco", "el extraño", "el que rompe el cielo", según Scheurmann. La palabra existe realmente en samoano. La historia de Scheurmann se revela al lector como una especie de comunicación secreta, ya que dice haber publicado los discursos del jefe Tuiavii "ciertamente contra su voluntad".
En los discursos el jefe samoano interpreta la cultura occidental (la de los papalagi, u hombres blancos, en lengua samoana) desde la perspectiva de un nativo, criticando la deshumanización y el materialismo de la sociedad europea, y describiendo con ingenuidad elementos tales como el dinero o el teléfono. Tuiavii de Tiavea previene a los samoanos para que no se dejen contaminar por el influjo de la cultura europea. Cada discurso (de un total de 11) describe, no sin cierto sentido del humor, un aspecto de la cultura occidental (la medida del tiempo, la vivienda, la vestimenta, etc.), si bien el tono general es de fuerte crítica hacia las culturas europeas.

## Origen
El "informe de viaje" se escribió entre 1915 y 1920 después de que Scheurmann recibiera un anticipo de su editor por una historia de los mares del Sur. Scheurmann vivió en Samoa durante un año, pero tuvo que interrumpir su estancia debido al inicio de la Primera Guerra Mundial.
El libro se basa en cierta medida en la parábola El viaje de investigación del africano Lukanga Mukara a la Alemania interior del oficial colonial y pacifista Hans Paasche; Las acusaciones de plagio se presentaron a juicio, pero no se resolvieron.

## Contenido
El libro trata sobre un jefe Tuiavii (que es un título y no, como sugiere el libro, un nombre propio) y sus discursos ficticios a su pueblo. Informa sobre su viaje a Europa y advierte a su gente sobre los valores que prevalecen allí. En realidad, sin embargo, no era un jefe de los mares del Sur quien había viajado a Europa, sino Scheurmann a la Samoa polinesia. Samoa Occidental fue una colonia de Alemania hasta 1915. En el libro, el autor habla poco sobre la forma de vida de los samoanos; más bien, critica a Europa a través de un lenguaje infantil e ingenuo y utiliza el cliché de los pueblos coloniales primitivos para retratar la sabiduría simple.
Los Papalagi se divide en once "discursos", algunos de los cuales conviene mencionar aquí:

### Del metal redondo y papel pesado
El jefe advierte que “el metal redondo y el papel pesado que ellos llaman dinero” es “la verdadera deidad de los blancos”. Solo a este Dios prestan su atención.

### La profesión de Papalagi
El jefe Tuiavii habla sobre las profesiones en las sociedades civilizadas: “Hagan algo con tanta frecuencia que uno pueda hacerlo con los ojos cerrados y sin ningún esfuerzo. Si no hago nada con mis manos más que construir chozas o tejer esteras, mi trabajo es construir chozas o tejer esteras. Cuando el papalagi se da cuenta más tarde de que prefiere construir chozas que tejer esteras, dicen: ha perdido su trabajo".

### Acerca de las revistas
“En estos papeles se encuentra la gran inteligencia de Papalagi. Tiene que sostener su cabeza entre ellos cada mañana y cada tarde para llenarla de nuevo y llenarla, para que pueda pensar mejor y tener mucho en él; cómo corre mejor el caballo cuando ha comido muchos plátanos y su cuerpo está debidamente lleno".

### La grave enfermedad del pensamiento
El jefe describe el pensamiento de los europeos y lo describe como una enfermedad grave. “Si alguien piensa mucho y rápido, en Europa dice que tiene una cabeza grande. En lugar de tener piedad de estas grandes mentes, son especialmente veneradas. Los pueblos los hacen sus jefes, y donde va un cabezote tiene que pensar públicamente ante la gente, lo que da mucha lujuria a todos y es muy admirado. Cuando muere una gran cabeza, hay luto en todo el país y mucho lamento por lo perdido ".

## Veracidad
La obra es considerada por algunos como ficticia, por ejemplo Gunter Senft en su Papalagi raro y un jefe samoano falso: una nota al pie del mito del noble salvaje.
No hay pruebas de que tales discursos hayan sido nunca pronunciados, y el autor de los mismos parece haber sido el propio Scheurmann[cita requerida] (quien sí viajó a Samoa), tratándose por tanto de un bulo, si bien las ediciones actuales no suelen aclarar ese aspecto, presentando la obra como hecho cierto.

## Traducciones
El libro se tradujo a al menos diez idiomas y también se distribuyó en Asia oriental. Vendió más de 1,7 millones de ejemplares solo en alemán. Sorprendentemente, los discursos fueron considerados a menudo auténticos, y no como ficción literaria, por Hanns-Hermann Kersten, entre otros. Fue particularmente popular durante el movimiento hippie. Los supuestos discursos se convirtieron en un libro de culto de la revolución cultural de 1968 y del movimiento alternativo verde. Una nueva edición de una editorial suiza también fue distribuida por Deutscher Taschenbuchverlag sin mencionar las simpatías del autor por Hitler y su trabajo con los nazis. A pesar de los pensamientos que pueden ser evaluados como racistas, Los Papalagi también se mantiene en los currículos alemanes del siglo XXI como “lectura probada” (Hessen), sobre “educación intercultural” (Berlín), “lidiar con lo extranjero” (Bremen) o “crítica de la civilización” (Renania del Norte -Westfalen).
En 1975 se publicó una edición ilustrada por Joost Swarte, a partir de la cual se han publicado traducciones en numerosos idiomas, incluido el español
En 1997 el autor canadiense Peter Cavelti adaptó el trabajo de Scheurmann a la audiencia angloparlante, traduciendo los discursos del jefe Tuiavii y presentando un análisis completo de la historia, cultura y tradiciones lingüísticas de Samoa a comienzos del siglo XX. Cavelti también investigó la controversia que rodea al trabajo de Scheurmann. Su trabajo fue publicado por Legacy Editions, Toronto, bajo el título Tuiavii's Way: A South Sea Chief's Comments on Western Society (1997, 1999, 2007 y 2020). Legacy Editions, Toronto; Crown English Reading/Sanseido Publishing, Tokyo.